# آیرن اند واین
ساموئل (سام) بیم با نام مستعار آیرون اند واین (انگلیسی: Iron & Wine؛ زادهٔ ۲۶ ژوئیهٔ ۱۹۷۴) موسیقی‌دان فولک اهل ایالات متحده آمریکا است.
او در فیلم پیچوندن همه قوانین بازی کرده‌است.